# Hoàng Kim Giao
Hoàng Kim Giao (25 tháng 12 năm 1941 – 30 tháng 12 năm 1968), quê tại phường Vạn Sơn, quận Đồ Sơn, thành phố Hải Phòng là một kỹ sư, chiến sĩ phá bom Việt Nam, được truy tặng danh hiệu Anh hùng lực lượng vũ trang nhân dân.

## Quá trình học tập
Hoàng Kim Giao là con trai cả trong gia đình có tám người con. Từ 1953 đến 1958, ông học tại Trường Thiếu nhi Việt Nam ở Lư Sơn, Quế Lâm, Trung Quốc . Năm 1958, ông về nước và học tại Trường Bonnal Ngô Quyền.
Năm 1960, Hoàng Kim Giao nhập ngũ và là Trung đội trưởng Tiểu đoàn 1 thiếu sinh quân. Năm 1961 ông được quân đội gửi sang học chuyên ngành vật lý chất rắn Trường Đại học Tổng hợp Hà Nội. Năm 1965, sau khi tốt nghiệp khóa học, Hoàng Kim Giao về công tác tại xưởng quân giới, phụ trách kỹ thuật ra đa. Tiếp đó ông được cử đi học và tốt nghiệp chuyên ngành vô tuyến điện, Trường Đại học Bách khoa. Trong thời gian này ông học thêm được các thứ tiếng Anh, Pháp, Nga bên cạnh tiếng Hoa đã thông thạo .

## Chiến đấu và hy sinh
Nửa cuối năm 1968, không quân Mỹ đánh phá ác liệt chiến trường khu IV, ngày 29.9, Viện Kỹ thuật quân sự cử ngay một đoàn 6 người do Hoàng Kim Giao làm đoàn trưởng vào nghiên cứu, thu thập khí tài và hướng dẫn phá bom từ trường, đảm bảo thông suốt cho các tuyến đi.
Tại trọng điểm bến phà Linh Cảm, huyện Đức Thọ, tỉnh Hà Tĩnh, Hoàng Kim Giao đã hóa giải quả bom từ trường nằm dưới đáy sông bằng những thiết bị đơn giản, đảm bảo thông suốt cho cung đường sau gần 10 ngày ách tắc, hơn 500 chuyến xe dừng lại bên bờ mà không tiếp tục được hành trình vào Nam.
Sau một thời gian thu thập khí tài, nghiên cứu, đoàn nghiên cứu của Viện Kỹ thuật Quân sự quay trở ra Hà Nội. Ngày 29 tháng 12 năm 1968, khi qua địa phận xã Nam Hưng, huyện Nam Đàn, tỉnh Nghệ An, ông được chính quyền và người dân nhờ phá quả bom từ trường tại khu vực khe Diêm, xã Nam Hưng. Sáng ngày 30 tháng 12 năm 1968, Hoàng Kim Giao giành nhiệm vụ phá bom từ chiến sĩ của mình là Phạm Ngọc Cư vì anh này mới có con nhỏ. Một mình Hoàng Kim Giao ôm bộc phá lên núi, tuy nhiên sau 4 lần nổ bộc phá quả bom vẫn không suy suyển do nó được cắm sâu vào đất. Khi chiến sĩ lái xa phá từ Lương Văn Tín (quê Thái Bình) đưa bộc phá lên, chỉ cách vị trí của Hoàng Kim Giao và quả bom ít bước chân thì quả bom phát nổ. Hai chiến sĩ hi sinh mà chỉ tìm thấy một phần thi thể. Khi đó, Hoàng Kim Giao 27 tuổi. Cho đến khi qua đời, ông đã phá được 32 quả bom nổ chậm và 40 quả bom từ trường .

## Tưởng niệm và vinh danh
Sau khi Hoàng Kim Giao hy sinh, nhà nước Việt Nam Dân chủ Cộng hòa truy tặng ông Huân chương Chiến công hạng Nhì; Mặt trận Dân tộc Giải phóng miền Nam Việt Nam truy tặng ông Huân chương Chiến công giải phóng hạng Ba; Viện Kỹ thuật Quân sự ghi tên ông trong nhóm kỹ sư tham gia công trình "Nghiên cứu chống phá thủy lôi từ tính và bom từ trường đảm bảo giao thông những năm 1967-1972". Năm 1996, công trình khoa học này được trao Giải thưởng Hồ Chí Minh về khoa học kỹ thuật đợt 1 năm 1996 .
Năm 2009, ông được Chủ tịch nước truy tặng danh hiệu Anh hùng lực lượng vũ trang.
Các phần thưởng khác: Huân chương chiến sĩ vẻ vang hạng 2, Huân chương chống Mỹ cứu nước, Bằng khen của cục nghiên cứu kỹ thuật tổng cục hậu cần 1967.
Tháng 7 năm 2005, tại khu vực ông hi sinh, chính quyền địa phương và gia đình đã lập ngôi mộ đôi cho 2 người chiến sĩ. Hai ngôi mộ chỉ cách khu mộ các liệt sĩ Truông Bồn chưa đầy 1 km. Họ sinh chỉ cách nhau 2 tháng.
Ngày 14 tháng 7 năm 2013, tỉnh Nghệ An khánh thành đền thờ các thanh niên xung phong Truông Bồn, Hoàng Kim Giao cũng được Sở Giao thông vận tải Nghệ An dựng tượng đồng đặt thờ trong đền.
Hoàng Kim Giao là đề tài của một số cuốn sách như Sống yêu thương và dâng hiến (tập hợp những lá thư của ông với vợ) (2005) , Hoàng Kim Giao chân dung một cuộc đời (2007) cùng bộ phim Để lại mùa xuân của Điện ảnh quân đội.
Năm 2016, Hội đồng nhân dân tỉnh Nghệ An quyết định đặt tên đường mang tên Hoàng Kim Giao cho một tuyến đường nối Tỉnh lộ 535 vào chùa Đức Hậu, tại xã Nghi Đức, thành phố Vinh.

## Gia đình
Cha của Hoàng Kim Giao là Hoàng Văn Luận (mất năm 1989), Tham mưu trưởng Bộ chỉ huy quân sự Hải Phòng (giai đoạn năm 1955 - 1960), Bí thư nhà máy điện Hải Phòng, Bí thư Nhà máy cơ khí Duyên Hải - cha đẻ của phong trào thi đua yêu nước Sóng Duyên Hải nổi tiếng trong những năm kháng chiến chống Mỹ. Vợ của Hoàng Kim Giao là Nguyễn Thị Lan, vốn là hàng xóm với ông .